# Pteris longipinna
Pteris longipinna är en kantbräkenväxtart som beskrevs av Bunzo Hayata. Pteris longipinna ingår i släktet Pteris och familjen Pteridaceae. Inga underarter finns listade.